# Контрерас, Карлос (футболист, 1938)
Ка́рлос Рау́ль Контре́рас Гильяу́ме (2 октября 1938, Сантьяго — 17 апреля 2020) — чилийский футболист, защитник. Наиболее известен по выступлениям за «Универсидад де Чили» в 1960-е годы. Бронзовый призёр домашнего чемпионата мира по футболу 1962 в составе национальной сборной Чили.

## Биография

### Клубная карьера
Карлос Контрерас родился в Сантьяго в 1938 году, детство его было довольно тяжёлым — отец покинул семью вскоре после рождения Карлоса, а через два года умерла его мать. В 1954 году Контрерас сумел попасть в академию «Универсидад де Чили», где пребывал до 1958 года. За основной состав родной команды дебютировал в 1958 году, а уже через год, став твёрдым игроком основы, впервые стал чемпионом Чили. Период в истории «Универсидада» с 1959 по 1969 год называется «Синий балет» — за это время команда вышла на лидирующие роли в чемпионате страны, который выиграла шесть раз, а также два раза финишировала на втором месте. Лидером атак «Синего балета» в тот период был Леонель Санчес, в то время как олицетворением обороны стала пара защитников Карлос Контрерас и Умберто Доносо. При этом в академии Контрерас сначала играл в нападении, затем был переведён в полузащиту, и только на взрослом уровне тренер Луис Аламос сделал из него защитника.
Выиграв с «Универсидад де Чили» в 1969 году свой шестой чемпионский титул, Плуто перешёл в «Депортес Антофагасту». Всего за «У де Ч» в разных турнирах Плуто Контрерас провёл 225 матчей и забил четыре гола (из них три — в чемпионате Чили). Последние два сезона, в 1971—1972 годах, доигрывал в столичной команде «Ферровиариос», где на некоторое время воссоединился с бывшими партнёрами по «Синему балету» — Леонелем Санчесом и Серхио Наварро.

### Карьера в сборной
За сборную Чили дебютировал в 1959 году в товарищеском матче против Аргентины (победа 4:2). За два года до того, после матча Чили с Аргентиной на чемпионате Южной Америки в Лиме, проигранного 0:3, Плуто дал своему другу Серхио Перейре обещание, что как только он станет играть за «рохос», чилийская национальная команда сможет обыграть Аргентину. Таким образом, Контрерас сдержал своё обещание в дебютной для себя игре.
Всего за сборную Чили Карлос Контрерас сыграл в 30 матчах. Он принял участие в домашнем чемпионате мира 1962 года, где сборная Чили сумела добиться лучшего для себя результата в истории, заняв третье место. Плуто сыграл в пяти матчах своей команды на Мундиале. Самым большим разочарованием в игровой карьере в интервью 2011 года Плуто назвал отчисление из стана сборной перед отъездом на чемпионат мира 1966 года, поскольку его и пару других футболистов безосновательно обвинили в нарушении режима.

### Личная жизнь
Карлос Контрерас был дважды женат и дважды разводился. Его дочь вышла замуж за сына Луиса Аламоса — того самого тренера, который в 1966 году отчислил её отца из сборной. В последние годы жизни Контрерас страдал сразу от двух тяжёлых болезней — Паркинсона и Альцгемера. Он умер в Пуэнте-Альто 17 апреля 2020 года. Точная причина смерти неизвестна.

## Достижения
Командные
- Чемпион Чили (6): 1959, 1962, 1964, 1965, 1967, 1969
- Бронзовый призёр чемпионата мира (3): 1962

Личные
- Участник символической сборной чемпионата Чили (правый центральный защитник) (6): 1959, 1961, 1962, 1964, 1965, 1967
- Входит в символические сборные «Универсидад де Чили» всех времён — 2013[9], 2014, 2018 (по версии El Mercurio)